# Авеленго
Авеленго (итал. Avelengo) је насеље у Италији у округу Болцано, региону Трентино-Јужни Тирол.
Према процени из 2011. у насељу је живело 91 становника. Насеље се налази на надморској висини од 1299 м.

## Становништво
Према резултатима пописа становништва 2011. у општини је живело 739 становника.
| 1931. | 1936. | 1951. | 1961. | 1971. | 1981. | 1991. | 2001. | 2011. |
| ----- | ----- | ----- | ----- | ----- | ----- | ----- | ----- | ----- |
| 427   | 551   | 572   | 578   | 575   | 593   | 623   | 709   | 739   |